# Ayça Ayşin Turan
Ayça Ayşin Turan (* 25. Oktober 1992 in Sinop) ist eine türkische Schauspielerin. Sie spielte in verschiedenen Fernsehserien wie Meryem, The Protector und Ada Masalı.

## Leben und Karriere
Ihre Mutter stammt aus Sinop. Mütterlicherseits kommt Turnas Familie aus Thessaloniki. Ihr Vater stammt aus Kastamonu.
Sie ist die jüngste von sieben Geschwistern. Turan interessierte sich schon in ihrer Kindheit für Schauspiel. Später studierte sie an der Universität Istanbul.
Turan spielte 2014 in der Fernsehserie Karagül. Danach trat sie 2015 in dem Kinofilm Sevimli Tehlikeli auf. In der Hauptrolle spielte Turan in den Serien Altınsoylar und Meryem. Außerdem spielte sie in der Netflix-Produktion The Protector. Unter anderem trat sie in der Fernsehserie Zemheri als Hauptdarstellerin auf. 2020 spielte sie in der Serie Arıza. Turan spielte 2021 in der Serie Ada Masalı.

## Filmografie
Filme
- 2016: Sevimli Tehlikeli
- 2023: Sen İnandır – Ich möchte dir glauben[8]

Fernsehserien
- 2007: Affedilmeyen
- 2007: Hayal ve Gerçek
- 2013–2014: Șefkat Tepe
- 2013: Dinle Sevgili
- 2014–2015: Karagül
- 2014: Sungurlar
- 2016: Altınsoylar
- 2017–2018: Meryem
- 2018–2019: The Protector (Hakan: Muhafiz)
- 2020: Zemheri
- 2020–2021: Arıza
- 2021: Menajerimi Ara
- 2021: Ada Masalı